# Општина Ла Паз (Јужна Доња Калифорнија)
Ла Паз (шп. La Paz) општина је у Мексику у савезној држави Јужна Доња Калифорнија. Општина се налази на надморској висини од 27 м.

## Становништво
Према подацима из 2010. у општини је живело 251871 становника.

### Хронологија
| Година       | 2000                   | 2005                     | 2010                     |
| ------------ | ---------------------- | ------------------------ | ------------------------ |
| Становништво | 196907 (98813 / 98094) | 219596 (109827 / 109769) | 251871 (126397 / 125474) |

### Попис
| \| \| м \| \| \| ж \| \| 0—2 \| 6.265 \| \| \| 6.236 \| \| 3—5 \| 6.479 \| \| \| 6.183 \| \| 6—11 \| 13.317 \| \| \| 12.922 \| \| 12—14 \| 6.486 \| \| \| 6.314 \| \| 15—17 \| 7.028 \| \| \| 6.679 \| \| 18—24 \| 16.760 \| \| \| 15.899 \| \| 60+ \| 9.878 \| \| \| 10.719 \| \| Просек : \| 30,2 \| \| \| 30,7 \| |        |  |  |        |
| |        |  |  |        |
| | м      |  |  | ж      |
| 0—2 | 6.265  |  |  | 6.236  |
| 3—5 | 6.479  |  |  | 6.183  |
| 6—11 | 13.317 |  |  | 12.922 |
| 12—14 | 6.486  |  |  | 6.314  |
| 15—17 | 7.028  |  |  | 6.679  |
| 18—24 | 16.760 |  |  | 15.899 |
| 60+ | 9.878  |  |  | 10.719 |
| Просек : | 30,2   |  |  | 30,7   |

| #   | Индикатор                                                                                        | Вредност |
| --- | ------------------------------------------------------------------------------------------------ | -------- |
| 1   | Становништво од 0 до 2 године                                                                    | 12501    |
| 2   | Мушко становништво од 0 до 2 године                                                              | 6265     |
| 3   | Женско становништво од 0 до 2 године                                                             | 6236     |
| 4   | Становништво са 3 и више година                                                                  | 236013   |
| 5   | Мушко становништво са 3 и више година                                                            | 118450   |
| 6   | Женско становништво са 3 и више година                                                           | 117563   |
| 7   | Становништво са 5 и више година                                                                  | 227538   |
| 8   | Мушко становништво са 5 и више година                                                            | 114090   |
| 9   | Женско становништво са 5 и више година                                                           | 113448   |
| 10  | Становништво са 12 и више година                                                                 | 197112   |
| 11  | Мушко становништво са 12 и више година                                                           | 98654    |
| 12  | Женско становништво са 12 и више година                                                          | 98458    |
| 13  | Становништво са 15 и више година                                                                 | 184312   |
| 14  | Мушко становништво са 15 и више година                                                           | 92168    |
| 15  | Женско становништво са 15 и више година                                                          | 92144    |
| 16  | Становништво са 18 и више година                                                                 | 170605   |
| 17  | Мушко становништво са 18 и више година                                                           | 85140    |
| 18  | Женско становништво са 18 и више година                                                          | 85465    |
| 19  | Становништво од 3 до 5 година                                                                    | 12662    |
| 20  | Мушко становништво од 3 до 5 година                                                              | 6479     |
| 21  | Женско становништво од 3 до 5 година                                                             | 6183     |
| 22  | Становништво од 6 до 11 година                                                                   | 26239    |
| 23  | Мушко становништво од 6 до 11 година                                                             | 13317    |
| 24  | Женско становништво од 6 до 11 година                                                            | 12922    |
| 25  | Становништво од 8 до 14 година                                                                   | 30282    |
| 26  | Мушко становништво од 8 до 14 година                                                             | 15343    |
| 27  | Женско становништво од 8 до 14 година                                                            | 14939    |
| 28  | Становништво од 12 до 14 година                                                                  | 12800    |
| 29  | Мушко становништво од 12 до 14 година                                                            | 6486     |
| 30  | Женско становништво од 12 до 14 година                                                           | 6314     |
| 31  | Становништво од 15 до 17 година                                                                  | 13707    |
| 32  | Мушко становништво од 15 до 17 година                                                            | 7028     |
| 33  | Женско становништво од 15 до 17 година                                                           | 6679     |
| 34  | Становништво од 18 до 24 године                                                                  | 32659    |
| 35  | Мушко становништво од 18 до 24 године                                                            | 16760    |
| 36  | Женско становништво од 18 до 24 године                                                           | 15899    |
| 37  | Женско становништво од 15 до 49 година                                                           | 69890    |
| 38  | Становништво са 60 и више година                                                                 | 20597    |
| 39  | Мушко становништво са 60 и више година                                                           | 9878     |
| 40  | Женско становништво са 60 и више година                                                          | 10719    |
| 41  | Однос између мушкараца и жена                                                                    | 100.74   |
| 42  | Становништво од нуле до 14 година                                                                | 64202    |
| 43  | Становништво од 15 до 64 године                                                                  | 170918   |
| 44  | Становништво од 65 година и више                                                                 | 13394    |
| 45  | Просечан број деце                                                                               | 2.06     |
| 46  | Становништво рођено у ентитету                                                                   | 174938   |
| 47  | Мушко становништво рођено у ентитету                                                             | 86802    |
| 48  | Женско становништво рођено у ентитету                                                            | 88136    |
| 49  | Становништво рођено у другом ентитету                                                            | 71282    |
| 50  | Мушко становништво рођено у другом ентитету                                                      | 36691    |
| 51  | Женско становништво рођено у другом ентитету                                                     | 34591    |
| 52  | Становништво од 5 година и више резидентно у ентитету у јуну 2005. године                        | 209284   |
| 53  | Мушко становништво старосног доба од 5 година и више, резидентно у ентитету у јуну 2005. године  | 104097   |
| 54  | Женско становништво старосног доба од 5 и више година, резидентно у ентитету у јуну 2005. године | 105187   |
| 55  | Становништво од 5 година и више које је живело у другом ентитету у јуну 2005. године             | 16158    |
| 56  | Мушко становништво старије од 5 година које је живело у другом ентитету у јуну 2005. године      | 8819     |
| 57  | Женско становништво старије од 5 година које је живело у другом ентитету у јуну 2005. године     | 7339     |
| 58  | Становништво од 3 године и више које говори аутохтони језик                                      | 2509     |
| 59  | Мушко становништво старо 3 године и више које говори аутохтони језик                             | 1547     |
| 60  | Женско становништво старо 3 године и више које говори аутохтони језик                            | 962      |
| 61  | Становништво од 3 године и више које говори аутохтони језик и не говори шпански језик            | 45       |
| 62  | Мушко становништво старо 3 године и више које говори аутохтони језик и не говори шпански         | 13       |
| 63  | Женско становништво старо 3 године и више које говори аутохтони језик и не говори шпански језик  | 32       |
| 64  | Становништво старо 3 године и више које говори аутохтони језик и шпански                         | 2127     |
| 65  | Мушко становништво старо 3 године и више које говори аутохтони језик и шпански                   | 1338     |
| 66  | Женско становништво старо 3 године и више које говори аутохтони језик и шпански                  | 789      |
| 67  | Становништво од 5 година и више које говори аутохтони језик                                      | 2488     |
| 68  | Становништво од 5 година и више које говори аутохтони језик и не говори шпански језик            | 43       |
| 69  | Становништво од 5 година и више које говори аутохтони језик и говори шпански језик               | 2116     |
| 70  | Становништво у домородачким домаћинствима                                                        | 4156     |
| 71  | Становништво са ограничењима у активностима                                                      | 10145    |
| 72  | Становништво са ограниченим ходањем или кретањем, горе или доле                                  | 5742     |
| 73  | Становници са ограничењима вида, чак и уз кориштење сочива                                       | 3062     |
| 74  | Становништво са ограничењима говора, комуникације или конверзације                               | 910      |
| 75  | Становништво са ограниченим слухом                                                               | 1041     |
| 76  | Становништво са ограничењима при одевању, купању или јелу                                        | 660      |
| 77  | Становништво са ограничењима у опажању или учењу једноставних ствари                             | 562      |
| 78  | Становништво са менталним ограничењима                                                           | 1026     |
| 79  | Становништво без ограничења активности                                                           | 237595   |
| 80  | Становништво од 3 до 5 година које не похађа школу                                               | 5525     |
| 81  | Мушко становништво од 3 до 5 година које не похађа школу                                         | 2875     |
| 82  | Женско становништво од 3 до 5 година које не похађа школу                                        | 2650     |
| 83  | Становништво од 6 до 11 година које не похађа школу                                              | 518      |
| 84  | Мушко становништво од 6 до 11 година које не похађа школу                                        | 274      |
| 85  | Женско становништво од 6 до 11 година које не похађа школу                                       | 244      |
| 86  | Становништво од 12 до 14 година које не похађа школу                                             | 583      |
| 87  | Мушко становништво од 12 до 14 година које не похађа школу                                       | 322      |
| 88  | Женско становништво од 12 до 14 година које не похађа школу                                      | 261      |
| 89  | Становништво од 15 до 17 година похађа школу                                                     | 10472    |
| 90  | Мушко становништво од 15 до 17 година похађа школу                                               | 5203     |
| 91  | Женско становништво између 15 и 17 година живота у школи                                         | 5269     |
| 92  | Становништво од 18 до 24 године похађа школу                                                     | 12050    |
| 93  | Мушко становништво од 18 до 24 године похађа школу                                               | 6007     |
| 94  | Женско становништво од 18 до 24 године похађа школу                                              | 6043     |
| 95  | Становништво од 8 до 14 година које не може да чита и пише                                       | 611      |
| 96  | Мушко становништво старосног доба од 8 до 14 година које не може да чита и пише                  | 344      |
| 97  | Женско становништво старосног доби од 8 до 14 година које не може да чита и пише                 | 267      |
| 98  | Становништво од 15 година и више које је неписмено                                               | 4302     |
| 99  | Мушко становништво од 15 година и више које је неписмено                                         | 2017     |
| 100 | Женско становништво од 15 година и више које је неписмено                                        | 2285     |
| 101 | Становништво старо 15 и више година без школовања                                                | 5609     |
| 102 | Мушко становништво старо 15 и више година без школовања                                          | 2653     |
| 103 | Женско становништво старо 15 и више година без школовања                                         | 2956     |
| 104 | Становништво старосног доба 15 и више година са непотпуним основним образовањем                  | 14323    |
| 105 | Мушко становништво старосног доба од 15 година и више са непотпуном основним образовањем         | 7204     |
| 106 | Женско становништво старосног доба 15 и више година са непотпуном основним образовањем           | 7119     |
| 107 | Становништво старо 15 и више година са комплетним основним образовањем                           | 21885    |
| 108 | Мушко становништво старо 15 година и више са комплетним основним образовањем                     | 10959    |
| 109 | Женско становништво старо 15 и више година са комплетним основним образовањем                    | 10926    |
| 110 | Становништво старосног доба 15 и више година са непотпуним средњим образовањем                   | 10211    |
| 111 | Мушко становништво старосног доба од 15 година и више са непотпуним средњим образовањем          | 5862     |
| 112 | Женско становништво старосног доба од 15 година и више са непотпуним средњим образовањем         | 4349     |
| 113 | Становништво старо 15 и више година са пуним секундарном образовањем                             | 37242    |
| 114 | Мушко становништво старосног доба од 15 година и више са пуним секундарном образовањем           | 19363    |
| 115 | Женско становништво старосног доба од 15 година и више са пуним секундарном образовањем          | 17879    |
| 116 | Становништво старије од 18 година са постосновним образовањем                                    | 87599    |
| 117 | Мушко становништво старије од 18 година са постосновним образовањем                              | 43107    |
| 118 | Женско становништво старије од 18 година са постосновним образовањем                             | 44492    |
| 119 | Просечна оцена школовања                                                                         | 10.15    |
| 120 | Просечан ниво образовања мушке популације                                                        | 10.16    |
| 121 | Просечан ниво образовања женског становништва                                                    | 10.14    |
| 122 | Економски активно становништво                                                                   | 114212   |
| 123 | Економски активна мушка популација                                                               | 72656    |
| 124 | Економски активна женска популација                                                              | 41556    |
| 125 | Становништво које није економски активно                                                         | 82339    |
| 126 | Мушко становништво које није економски активно                                                   | 25666    |
| 127 | Женско становништво које није економски активно                                                  | 56673    |
| 128 | Запослено становништво                                                                           | 109157   |
| 129 | Запослено мушко становништво                                                                     | 68887    |
| 130 | Запослено женско становништво                                                                    | 40270    |
| 131 | Незапослена популација                                                                           | 5055     |
| 132 | Незапослена мушка популација                                                                     | 3769     |
| 133 | Незапослена женска популација                                                                    | 1286     |
| 134 | Становништво без права на здравствене услуге                                                     | 54336    |
| 135 | Становништво које има право на здравствене услуге                                                | 193945   |
| 136 | Становништво које има право на ИМСС                                                              | 103277   |
| 137 | Становништво које има право на социјално осигурање                                               | 48288    |
| 138 | Становништво које има право на државно социјално осигурање                                       | 753      |
| 139 | Становништво које има право на опште осигурање или здравствено осигурање за нову генерацију      | 36681    |
| 140 | Становништво које је било једном или није било у браку током 12 година и више                    | 69907    |
| 141 | Венчано или уједињено становништво од 12 година и више                                           | 107120   |
| 142 | Становништво које је било у браку или уједињено 12 година и више                                 | 19941    |
| 143 | Становништво са католичком религијом                                                             | 214242   |
| 144 | Протестанти, еванђелисти и библијски следбеници различити од еванђелиста                         | 19701    |
| 145 | Становништво са другим религијама различитим од претходних                                       | 248      |
| 146 | Становништво без религије                                                                        | 13331    |
| 147 | Укупно пописаних домаћинства                                                                     | 70009    |
| 148 | Пописна домаћинства на челу са мушкарцима                                                        | 52441    |
| 149 | Пописна домаћинства на челу са женама                                                            | 17568    |
| 150 | Становништво у пописним домаћинствима                                                            | 245514   |
| 151 | Становништво у пописним домаћинствима на челу са мушкарцима                                      | 191864   |
| 152 | Становништво у пописним домаћинствима на челу са женама                                          | 53650    |
| 153 | Укупно домаћинстава                                                                              | 89331    |
| 154 | Укупно насељених домаћинстава                                                                    | 71212    |
| 155 | Укупно приватних кућа                                                                            | 88128    |
| 156 | Насељени приватни домови                                                                         | 70009    |
| 157 | Укупно насељених приватних кућа                                                                  | 71099    |
| 158 | Ненасељене приватне куће                                                                         | 12334    |
| 159 | Појединачна домаћинства за привремену употребу                                                   | 5785     |
| 160 | Становници у насељеним приватним кућама                                                          | 245514   |
| 161 | Насељеност станара у приватним становима                                                         | 3.51     |
| 162 | Просечно становника по соби у приватним насељеним домаћинствима                                  | 0.93     |
| 163 | Појединачна домаћинства са подовима од различитих материјала од земље                            | 67760    |
| 164 | Појединачна домаћинства у приземљу                                                               | 1976     |
| 165 | Појединачна домаћинства са једном спаваћом собом                                                 | 20563    |
| 166 | Појединачна домаћинства са две спаваће собе и више                                               | 49233    |
| 167 | Појединачна домаћинства са једним собом                                                          | 4171     |
| 168 | Појединачна домаћинства са две собе                                                              | 8635     |
| 169 | Појединачна домаћинства са 3 собе и више                                                         | 56943    |
| 170 | Појединачна домаћинства која имају електрично светло                                             | 68404    |
| 171 | Појединачна домаћинства која немају електрично светло                                            | 1428     |
| 172 | Појединачна домаћинства која имају водоводну воду у стамбеном простору                           | 65243    |
| 173 | Појединачна домаћинства која немају водоводну воду у стамбеном простору                          | 4510     |
| 174 | Појединачна домаћинства која имају тоалет                                                        | 69117    |
| 175 | Појединачна домаћинства која имају канализацију                                                  | 67546    |
| 176 | Појединачна домаћинства која немају канализацију                                                 | 2199     |
| 177 | Појединачна домаћинства која имају електрично светло, довод воде из јавне мреже и канализацију   | 64291    |
| 178 | Појединачна домаћинства без икаквих услова                                                       | 421      |
| 179 | Појединачна домаћинства која имају радио                                                         | 55953    |
| 180 | Појединачна домаћинства која имају телевизор                                                     | 67228    |
| 181 | Појединачна домаћинства која имају фрижидер                                                      | 65328    |
| 182 | Појединачна домаћинства која имају машину за веш                                                 | 51932    |
| 183 | Појединачна домаћинства која имају аутомобил или комби                                           | 52715    |
| 184 | Појединачна домаћинства која имају рачунар                                                       | 34520    |
| 185 | Појединачна домаћинства која имају фиксну телефонску линију                                      | 36040    |
| 186 | Појединачна домаћинства која имају мобилни телефон                                               | 62122    |
| 187 | Појединачна домаћинства која имају приступ интернету                                             | 28409    |